# Roger Le Nizerhy

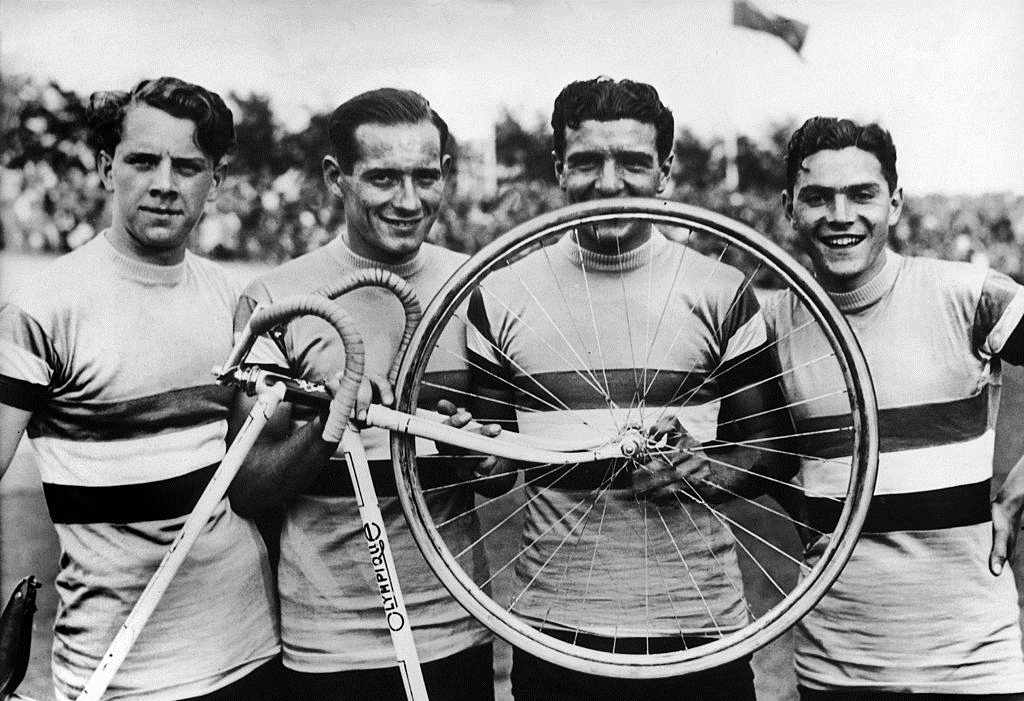
von links: Robert Charpentier, Guy Lapébie, Jean Goujon, Roger Le Nizerhy

Roger Jean Le Nizerhy (* 3. Dezember 1916 in Paris; † 28. Januar 1999 in Créteil) war ein französischer Radrennfahrer und Olympiasieger im Radsport.

## Sportliche Laufbahn
Le Nizerhy war Teilnehmer der Olympischen Sommerspiele 1936 in Berlin. Er bestritt mit dem Vierer Frankreichs die Mannschaftsverfolgung. Sein Team gewann in der Besetzung Robert Charpentier, Jean Goujon, Guy Lapébie und Roger Le Nizerhy die Goldmedaille.
Im Straßenradsport konnte er ebenfalls Siege erzielen. 1937 siegte er in den Eintagsrennen Paris–Rouen, Paris–Gien und Paris–Briare. In der Luxemburg-Rundfahrt 1949 kam er auf den 6. Rang. 1939 und 1945 bis 1952 fuhr er als Berufsfahrer. 1950 wurde er Vize-Meister in der Einerverfolgung hinter Roger Piel. In den Sechstagerennen von München und Saint-Étienne wurde er mit seinem Partner Arthur Sérès jeweils Dritter. 1949 belegte er den 15. Platz in der Tour de France.
In der nationalen Meisterschaft in der Mannschaftsverfolgung wurde er 1949 und 1950 jeweils Vize-Meister.